# Le Mari de la coiffeuse
Le Mari de la coiffeuse is een Franse film van Patrice Leconte die werd uitgebracht in 1990.

## Samenvatting
Als jongetje van twaalf is Antoine erg gefascineerd door de sfeer van het kapsalon. Hij is geobsedeerd door de kapster van zijn dorp. Hij laat er om de drie weken zijn haar knippen terwijl hij geniet van haar geur en van de nabijheid van haar weelderig lichaam. Hij droomt er dan ook van later te trouwen met een kapster. Op volwassen leeftijd vraagt hij de knappe kapster Mathilde ten huwelijk. Ze beantwoordt zijn aanzoek en ze huwen spoedig. Vanaf dan brengt hij al zijn tijd door in haar kapsalon waar ze in harmonie een symbiotische passionele liefde voor elkaar beleven.

## Rolverdeling
| Acteur            | Personage                                                     |
| ----------------- | ------------------------------------------------------------- |
| Jean Rochefort    | Antoine                                                       |
| Anna Galiena      | Mathilde                                                      |
| Roland Bertin     | de vader van Antoine                                          |
| Maurice Chevit    | Ambroise Dupré, 'Isidore Agopian'                             |
| Philippe Clévenot | Morvoisieux                                                   |
| Jacques Mathou    | Julien Gora, de echtgenoot die een klap in het gezicht krijgt |
| Claude Aufaure    | de homoseksuele klant                                         |
| Albert Delpy      | Donecker                                                      |
| Henry Hocking     | Antoine als twaalfjarige                                      |
| Ticky Holgado     | de schoonzoon van Morvoisieux                                 |
| Michèle Laroque   | de moeder van het geadopteerde kind                           |
| Anne-Marie Pisani | mevrouw Sheaffer, kapster                                     |
| Pierre Meyrand    | de broer van Antoine                                          |
| Yveline Ailhaud   | de moeder van Antoine                                         |
| Julien Bukowski   | de sombere man                                                |
| Youssef Hamid     | de Tunesische klant                                           |